# R.T.M・スコット
レジナルド・トーマス・メイトランド・スコット（Reginald Thomas Maitland Scott、1882年8月14日 - 1966年2月5日）は、カナダ出身の小説家。
推理小説、スパイ小説を得意とした。ウッドストック出身。

## 概要
カナダ王立陸軍大学で学ぶ。1908年から1911年までセイロンで技術者として働く。第一次世界大戦に兵士として従軍。
戦後、アメリカのニューヨークに移住。そこで小説を書き始めた。デビュー作の「The Spider（ザ・スパイダー）」は名作として知られる。1966年にニューヨークで死去。83歳没。